# Arda

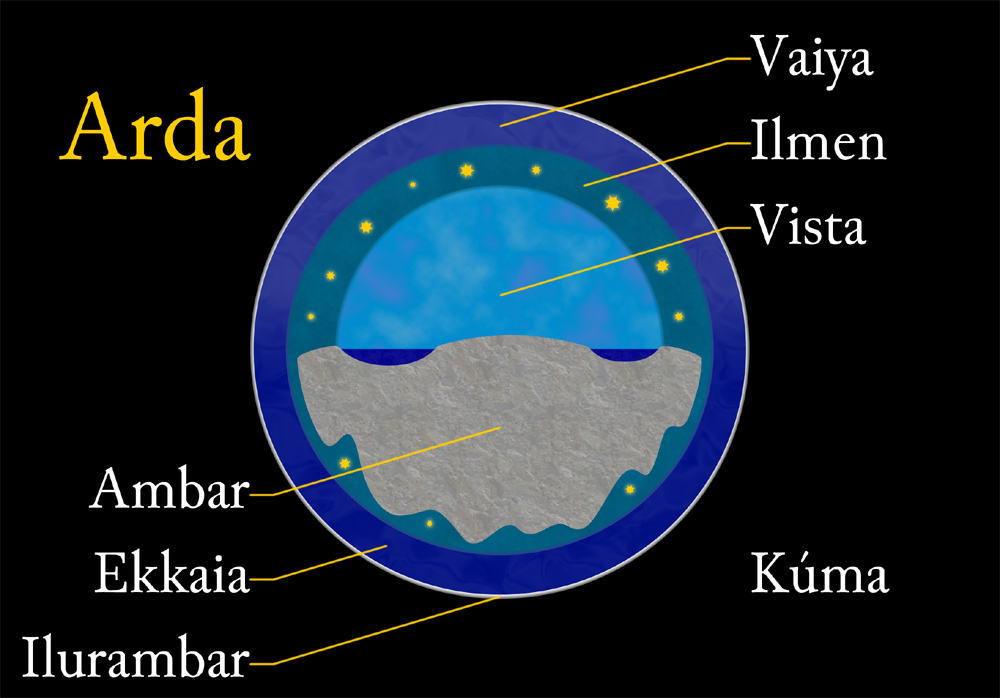
Esquema de una de las concepciones de Arda descartadas por J. R. R. Tolkien, en el «Ambarkanta».

Arda es el mundo en el cual tienen lugar los acontecimientos de la casi totalidad de la obra de ficción de J. R. R. Tolkien, e incluye los continentes de la Tierra Media y Aman con los océanos que las separan. Es una parte de Eä, el mundo y todo lo que está en él. Arda fue creada, junto con el resto de Eä, con la música de los Ainur para los hijos de Ilúvatar (es decir, elfos y hombres).

## Información general

La palabra «Arda» escrita en tengwar.

Originalmente un mundo plano, los continentes estaban rodeados por un poderoso océano, Ekkaia o Mar Circundante, y separados por Belegaer, llamado el Gran Mar. En la primera edad, el área del norte y al oeste de Tierra Media fue ocupada por el país de Beleriand, pero este fue destruido durante la Guerra de la Cólera.
En la Segunda Edad, Númenor fue levantado en el Gran Mar para los Edain. Esta isla existió durante la mayor parte de la Segunda Edad, pero fue destruida como resultado del orgullo de los númenoreanos en el desafío de la Prohibición de los Valar de navegar a Aman en el oeste.
Después de la destrucción de Númenor, Arda fue hecha redonda. Aman fue sacada del mundo, y solo la podrían alcanzar los elfos, siguiendo el camino recto que les fue concedido. Al mismo tiempo, nuevas tierras y continentes fueron creados. El sur de la Tierra Media era la Tierra Oscura y al este estaba Rómenor, la «Tierra del Sol».
Un poco antes de la caída de Númenor, un pequeño grupo de hombres (liderados por Elendil, y sus hijos Isildur y Anárion), escapó de la destrucción venidera y se asentaron en el oeste de la Tierra Media, formando así los reinos de Gondor (cerca de Mordor, el reino de Sauron) y Arnor (cerca de los reinos élficos de los Mithlond y Rivendel). Estos reinos de elfos y hombres lucharon contra la maldad de Sauron durante toda la Tercera Edad. 
El fin de la Tercera Edad ocurrió por la caída de Sauron y la destrucción del Anillo a manos de los hobbits Frodo Bolsón y Samsagaz Gamyi, y a manos de las fuerzas de Gondor y Rohan, comandados por Aragorn, integrante de La Comunidad del Anillo. La Cuarta Edad comenzó con gran esperanza de mano de los dúnedain que veían a Aragorn como el fundador de la «Era de los Hombres». 
Con el devenir de los siglos, Arda llegaría a ser el planeta Tierra tal cual lo conocemos hoy. J. R. R. Tolkien dice en una de sus cartas que Arda es la Tierra, ubicada en un tiempo ficticio.

## Etimología
Tolkien derivó la palabra quenya Arda a partir del élfico prehistórico *gardā. El quenya regularmente pierde la G inicial y acorta las vocales largas finales. El término básicamente significa ‘lugar más o menos delimitado o definido, una región’. Su uso como un nombre propio para ‘el mundo’ se debió al valarin Aþāraphelūn". Esta palabra del valarin se dice que significa ‘morada designada’, refiriéndose a la Tierra como morada de los valar o los elfos y hombres. El nombre del «reino» de Arda aparece en los escritos de Tolkien en élfico de la década de 1930, pero todavía no hay ningún indicio de que él la concibiera como un nombre quenya para denominar al mundo. Este parece ser un uso posterior que se le dio a la palabra en la vida real y la línea de tiempo imaginaria por igual.
En términos del mundo real, la inspiración de Tolkien para la palabra Arda pueden ser afines a la palabra «Tierra» en las lenguas germánicas u otras, específicamente el afrikáans Aarde, la cual tiene una pronunciación y significado similar, y esto no es sorprendente, teniendo en cuenta el origen sudafricano de Tolkien. Otros afines germánicos incluyen el neerlandés Aarde, el alemán Erde, e, incluso, el inglés Earth; aunque estos no son fuentes directas, sino más bien coincidencias lingüísticas. También similar es la palabra árabe أرض ard que significa ‘tierra’ o ‘la Tierra’. Puede ser que Tolkien concibió la palabra élfica Arda como la fuente prehistórica ficticia de palabras que se refieren a la Tierra o el mundo en los idiomas posteriores de los hombres.

## Distintos estados de Arda

### Arda Inmaculada
El mundo original construido por los valar se llama «Arda Inmaculada» (Arda Unmarred en el inglés original; en quenya Arda Alahasta). Este mundo fue destruido por las guerras entre los valar y Melkor, y solo Valinor todavía se parecía en parte a lo que una vez fue esa tierra. Arda Inmaculada era un mundo simétrico, plano, y con luz permanente.

### Arda Maculada
«Arda Maculada» (Arda Marred en el inglés original; en quenya Arda Hastaina) es el nombre dado al mundo tal como es: el mundo después de las guerras de los valar y Melkor, y la dispersión de la fëa de Melkor en todo el mundo. Este es el mundo a partir del que se formó la hröa de los hijos de Ilúvatar, por lo que es a veces un mundo cruel y perverso con plagas, fríos extremos, calor y otros conceptos que no existen en Arda Inmaculada.
Arda Maculada también rompió el diseño de la inmortalidad élfica: en Arda Maculada los elfos se desvanecen lentamente, hasta que al final no son más que «fantasmas». Solo en Valinor se detiene este desvanecimiento, por esta razón todos los elfos no tuvieron más remedio que finalmente ir a Valinor. Una de las habilidades especiales de los Anillos de Poder era que permitían retrasar el tiempo, y como tales fueron usados por Elrond y Galadriel para preservar sus reinos. Después de la destrucción del Anillo Único a los elfos no le quedaba otra elección y por lo tanto, en la Cuarta Edad los últimos eldar marcharon hacia Valinor.

### Arda Sanada
Después de la Dagor Dagorath, Morgoth será finalmente vencido, y el mundo se romperá, un mundo nuevo será creado en su lugar, este mundo será «Arda Sanada» (Arda Healed en el inglés original; en quenya Arda Envinyanta).

## Períodos históricos
Evolución de la geografía de Arda a lo largo del tiempo:

Primera Edad.
Segunda Edad.
Tercera y Cuarta Edades.

1. Creación de Arda
2. Edades de las Lámparas
3. Edades de los Árboles
  1. Era de la Oscuridad
  2. Era de las Estrellas
4. Edades del Sol
  1. Primera Edad del Sol
  2. Segunda Edad del Sol
  3. Tercera Edad del Sol
  4. Cuarta Edad del Sol

más...